# Embalse de Abegondo-Cecebre
El embalse de Abegondo-Cecebre es un paraje creado por un embalse construido en 1975 para abastecer a la ciudad de La Coruña en la confluencia de los ríos Barcés y Mero protegido como Lugar de Importancia Comunitaria situado en la provincia de La Coruña, comunidad autónoma de Galicia, España. El espacio natural tiene una extensión de 493,41 ha y fue aprobado el 2006 como LIC.

## Municipios
Se extiende por los municipios de:
- Abegondo
- Betanzos
- Cambre
- Carral
- Oza-Cesuras

## Características
Sus bosques de ribera, estanques temporales y lagos eutróficos son el hábitat de numerosas especies de aves, réptiles y mamíferos. La profundidad media no supera los 5,9 metros, con grandes áreas de aguas poco profundas, frente a los 2 metros. La anchura máxima de la presa se encuentra en la ladera del río Mero. El nivel de inundación más alta se alcanza al final del invierno y en la primavera. Las secciones de los ríos incluidos en el LIC también cubren aproximadamente 4,9 km del río Barcés y 3,8 kilómetros del río Mero destaca por la conservación del bosque cerca de las costas nativas.

## Flora y fauna
En su lugar están presentes una serie de hábitats de interés comunitario incluidos en la Directiva 92/43 / CEE:
- Aguas oligotróficas con un contenido de minerales muy bajo de las llanuras arenosas (Littorelletalia uniflorae).
- Lagos eutróficos vegetación natural Magnopotamion o Hydrocharition. Koala

- Estanques temporales mediterráneos.
- Formaciones herbosas con Nardus, con numerosas especies en sustratos silíceos zonas montañosas.
- Bosques aluviales con Alnus glutinosa y Fraxinus excelsior.

|                        |
| El embalse de Cecebre. |

|                              |
| Embalse de Abegondo-Cecebre. |

|                    |
| Vista del embalse. |

La lista de especies con interés de conservación en LIC son las siguientes:
Discoglossus galganoi